# Semem
Semem ist ein Begriff der linguistischen Semantik und bezeichnet eine sich aus Semen, einzelnen kleinsten Elementen der Bedeutung von Wörtern bzw. Lexemen, ergebende semantische Einheit.
Im Einzelnen ist der Begriff theorieabhängig von der jeweiligen linguistischen Schule.

## Das Semem als spezifische Kombination von Semen
Das Semem als semantische Einheit wird als je spezifische Kombination von Semen, semantischen Merkmalen aufgefasst (auch: Merkmalsbündel).  
- Beispiel: Zum Semem des Wortes „Fluss“ gehören unter anderem semantische Merkmale wie [konkret], [natürlich], [fließend], [relativ groß];[2] drei dieser Merkmale teilt das Semem von „Fluss“ mit dem von „Bach“, unterscheidet sich von diesem aber im Merkmal [relativ groß].

So bietet sich eine Möglichkeit, die semantische Seite von Wortfeldern systematisch zu beschreiben.
Das kleinste Bedeutungselement eines Semems ist das Noem (Aussprache Noēm). Nach Leonard Bloomfield ist die vom Noem getragene Bedeutung Teil eines Glossems, welches die kleinste sprachliche Einheit darstellt.

## Das Semem als eine bestimmte Bedeutung und sein Verhältnis zum Lexem
Der Terminus Semem bezeichnet eine bestimmte Bedeutung. 
Das Verhältnis zum Begriff Lexem ist davon abhängig, wie man den Ausdruck Lexem definiert. 
Die Ausdrücke Semem und Lexem sind Synonyme, wenn ein Lexem terminologisch nur eine Bedeutung haben soll. Häufig werden die Ausdrücke Semem und Lexem gleichbedeutend (synonym) verwendet – dabei muss hier offenbleiben, ob dies auf einer terminologischen Entscheidung oder Unbedachtheit beruht.
Ist die Einheit eines Lexems nicht durch die Einheit seiner Bedeutung definiert, kann es also ein Lexem mit mehreren Bedeutungen geben (Lexem im semantisch weiteren Sinn), macht ein Semem einen Teilaspekt eines Lexems im Sinne einer Gesamtbedeutung aus.
Ein Semem ist dann die Teilbedeutung (Lesart, Bedeutungsvariante, die „jeweils aktualisierte Bedeutung“) eines mehrdeutigen Lexems.
Im Fall eines eindeutigen Lexems fallen Semem und Lexem zusammen. Ein eindeutiges Lexem hat also nur ein Semem. 
Die konkrete Anwendung dieses begrifflichen Rasters hängt im Einzelnen davon ab, wie man den Begriff der Bedeutung konkret fasst. Während man beim Lexem – möglicherweise lexikographisch bedingt – dazu neigt, nur bei Grundbedeutungen von einer selbständigen Bedeutung auszugehen, erlaubt das Konzept des Semems eine beliebige Feindifferenzierung.